# حال شاتة (بعدان)

تعديل مصدري - تعديل

حال شاتة محلة تابعة لقرية المحاورة، التابعة لعزلة سير بمديرية بعدان إحدى مديريات محافظة إب في الجمهورية اليمنية، بلغ تعداد سكانها 28 حسب تعداد اليمن لعام 2004.